# Serrat de Sant Joan (Rivert)
El Serrat de Sant Joan és un serrat del terme municipal de Conca de Dalt, en el seu antic terme de Toralla i Serradell, al Pallars Jussà, en territori del poble de Rivert.
Està situat al sud-est de Rivert, i també al sud-est del Serrat de les Forques, del qual és el contrafort en aquella direcció. És a llevant de les Feixes, al nord-est de Llaunes, al sud d'Escadolles i al nord-oest de Roderes, a la dreta del barranc de l'Espluga de Paradís.